# Berrocal de Huebra
Berrocal de Huebra és un municipi de la província de Salamanca a la comunitat autònoma de Castella i Lleó. Limita al Nord amb Sanchón de la Sagrada i Carrascal del Obispo, a l'Est amb Narros de Matalayegua, al Sud amb Barbalos i Tejeda y Segoyuela i a l'Oest amb Tamames i La Sagrada.

## Demografia
| 1991 | 1996 | 2001 | 2004 |
| ---- | ---- | ---- | ---- |
| 149  | 135  | 118  | 109  |